# Nedvědice (Soběslav)
Nedvědice (původně Medvědice, německy Nedwiedietz) je vesnice, část města Soběslav v okrese Tábor v Jihočeském kraji. Nachází se asi čtyři kilometry západně od centra města na nejvyšším bodě v okolí, na kopci Chrastina (507 metrů). Jelikož okolní krajina Táborska i Soběslavských blat je plochá, je odsud daleký výhled jak na téměř celé Táborsko, tak i na daleké Novohradské hory, Blanský les či Šumavu. V roce 1995 byly vyhlášeny vesnickou památkovou zónou, protože se tu nachází několik stavení tzv. architektury selského baroka. V roce 2011 zde trvale žilo 106 obyvatel.
Nedvědice leží v katastrálním území Nedvědice u Soběslavi o rozloze 4,54 km².

## Historie
První písemná zmínka o vesnici pochází z roku 1369, vesnice však patrně existovala již předtím. V patnáctém století byly v držení Rožmberků, později patřily pod město Tábor. Od roku 1594 spadají pod nedalekou Soběslav.

## Obyvatelstvo
| Rok            | 1869 | 1880 | 1890 | 1900 | 1910 | 1921 | 1930 | 1950 | 1961 | 1970 | 1980 | 1991 | 2001 | 2011 | 2021 |
| -------------- | ---- | ---- | ---- | ---- | ---- | ---- | ---- | ---- | ---- | ---- | ---- | ---- | ---- | ---- | ---- |
| Počet obyvatel | 305  | 262  | 238  | 267  | 265  | 257  | 249  | 199  | 177  | 156  | 128  | 114  | 116  | 106  | 101  |
| Počet domů     | 45   | 42   | 44   | 45   | 47   | 45   | 45   | 45   | 38   | 37   | 37   | 42   | 44   | 47   | 50   |

## Obecní správa
Při sčítání lidu v letech 1850–1960 Nedvědice byla samostatnou obcí, se kterým patřila nejprve do okresu Tábor, ale v roce 1950 v okrese Soběslav. V letech 1961–1980 byla částí obce Vesce v okrese Tábor. Od 1. července 1980 je částí města Soběslav v okrese Tábor. Poté se Vesce opět osamostatnila, ale Nedvědice již zůstala součástí Soběslavi.

## Pamětihodnosti
- Kostel svatého Mikuláše – raně gotická stavba z 13. století, přestavěná v 18. století v barokním stylu. Kostel se nachází na nejvyšším bodě Nedvědice i celého okolí. Říká se, že první kamenný schod před vchodem do kostela se nachází ve stejné úrovni jak špička věže kostela svatého Petra a Pavla v Soběslavi
- Kamenný kříž před kostelem – Kříž s vytesaným letopočtem 1873
- Sýpka čp. 1
- Sýpka čp. 2
- Stavení čp. 9 – Obytná usedlost postavená v roce 1909, sýpka v roce 1911. Stavitelem byl Jan Paták
- Stavení čp. 33 – Obytná usedlost postavená v roce 1921, sýpka v roce 1912. Stavitelem byl Jan Paták
- Stavení čp. 22 - Obytná usedlost postavená v roce 1894 ,sýpka v roce 1877. Stavitelem byl Jan Paták
- Kaplička u silnice do Soběslavi
- Kaple svaté Panny Marie Bolestné – Lesní kostelík ve Svákově

## Galerie

Nedvědice
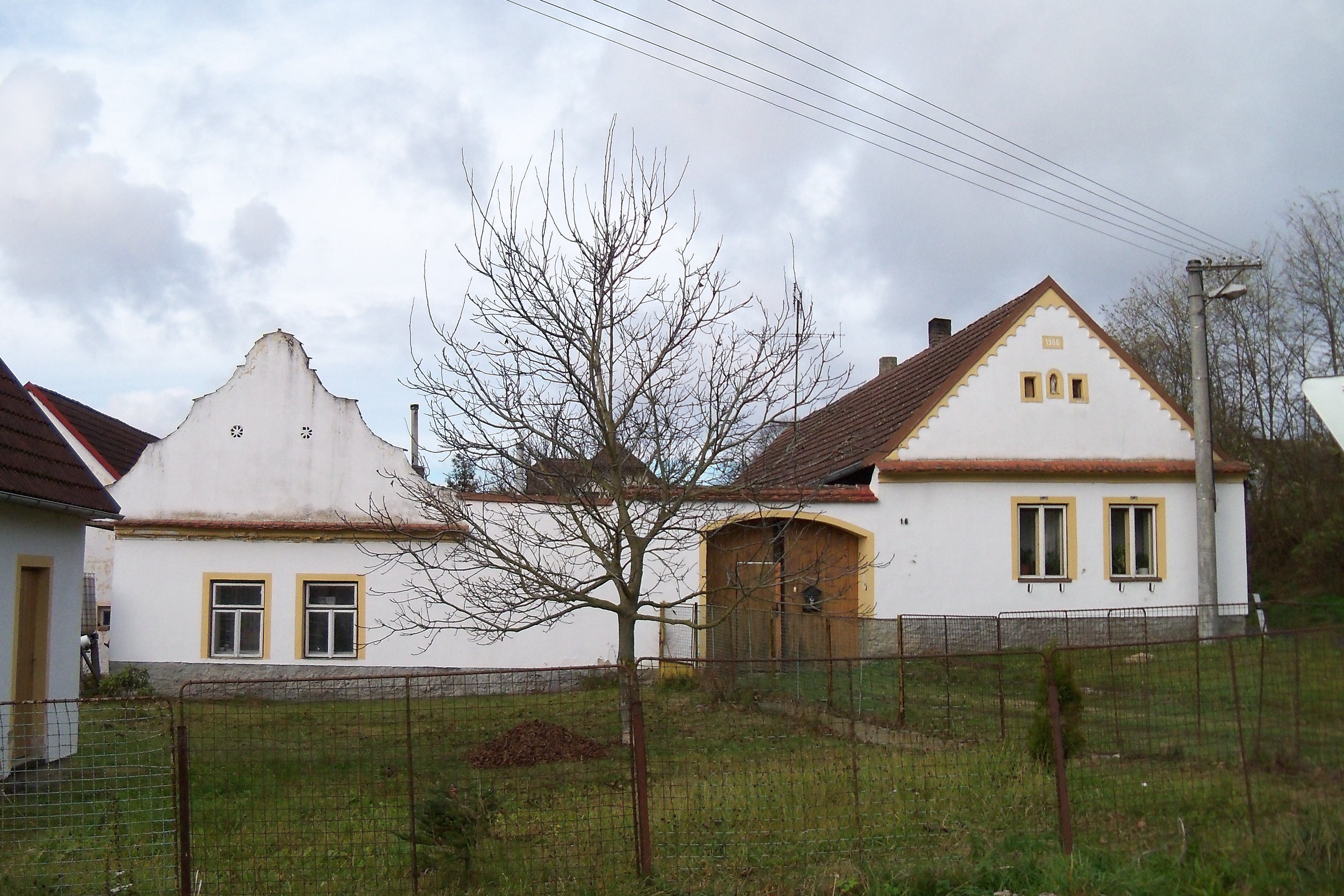
Statek čp.16
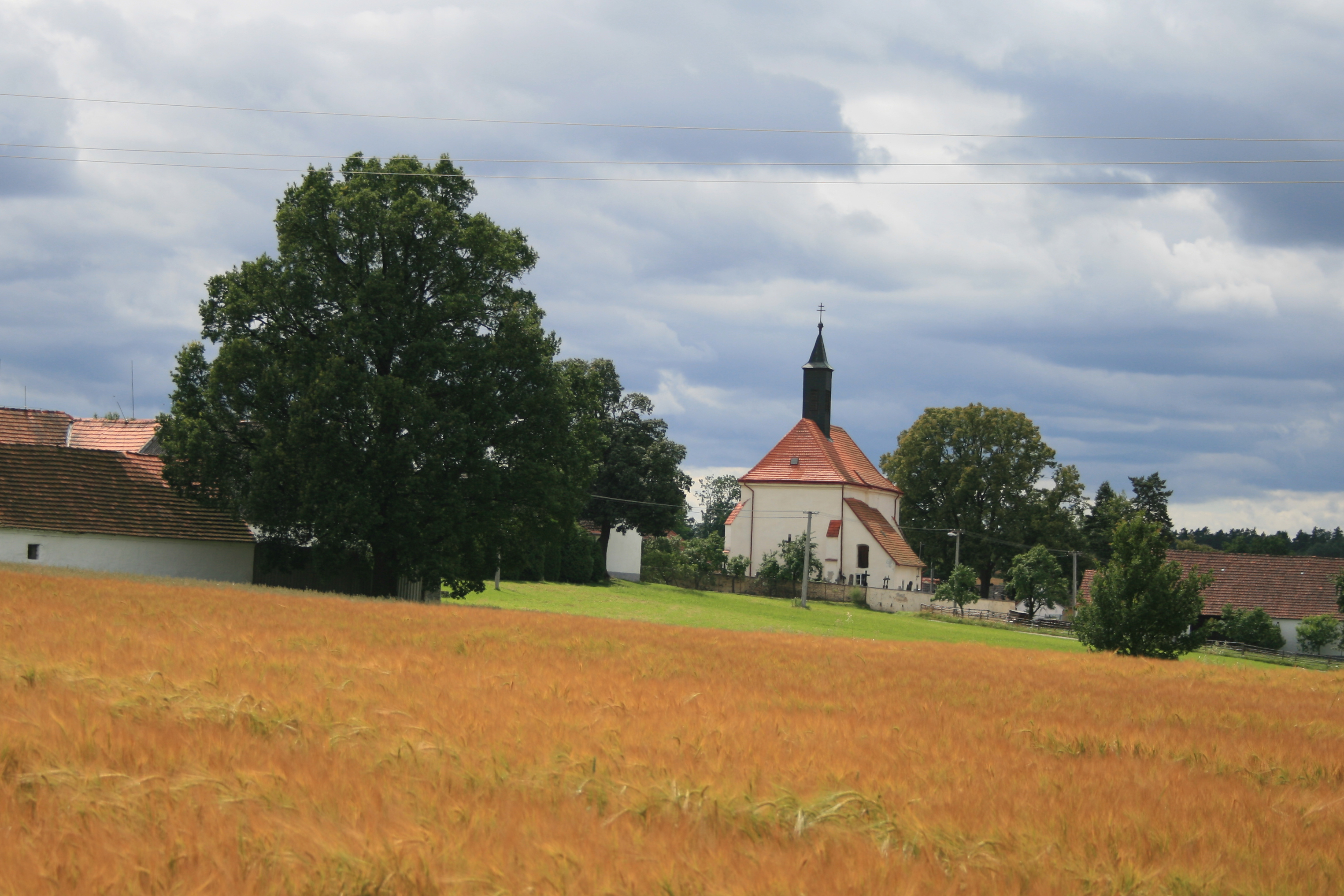
Kostel svatého Mikuláše
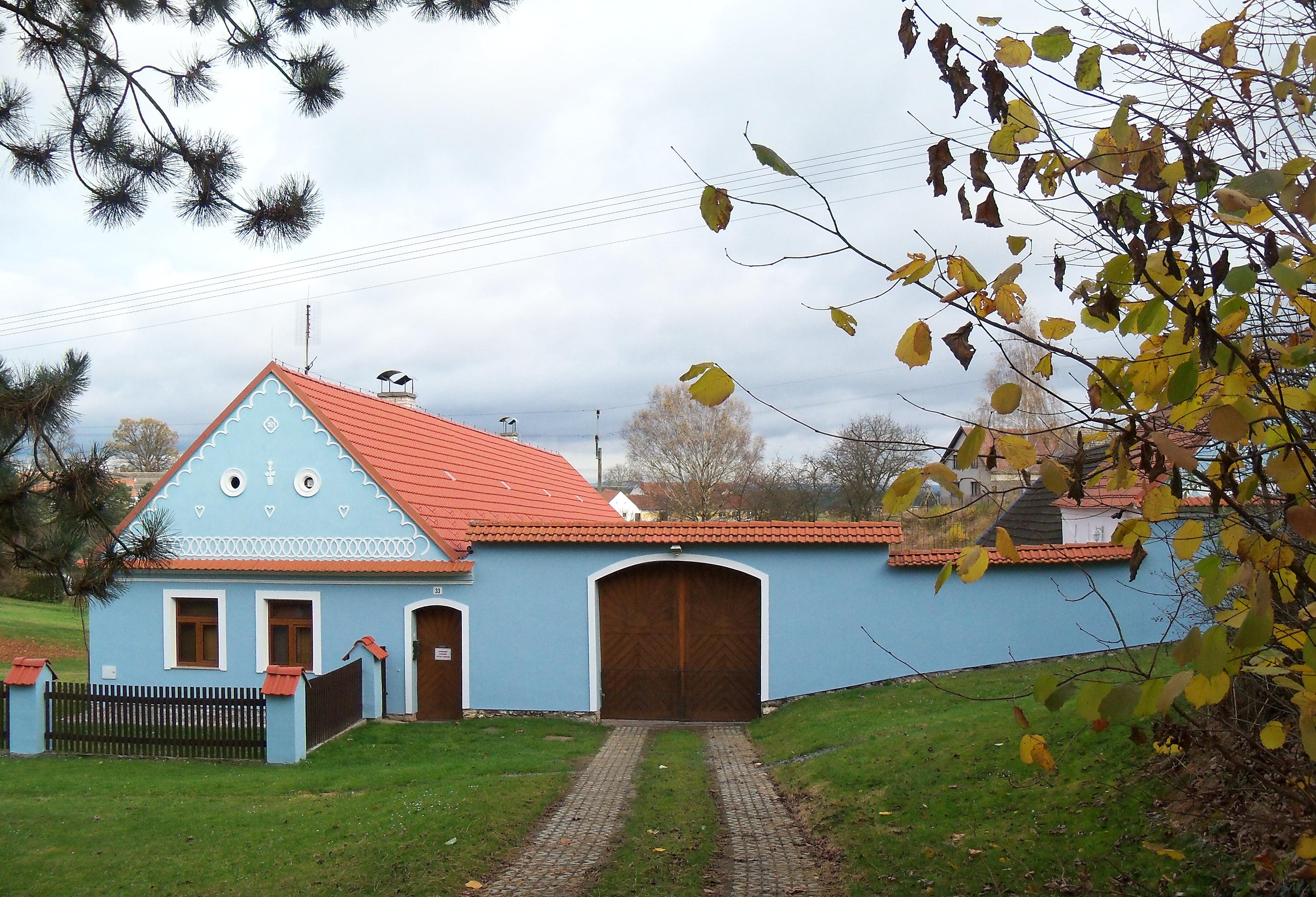
Statek čp.33
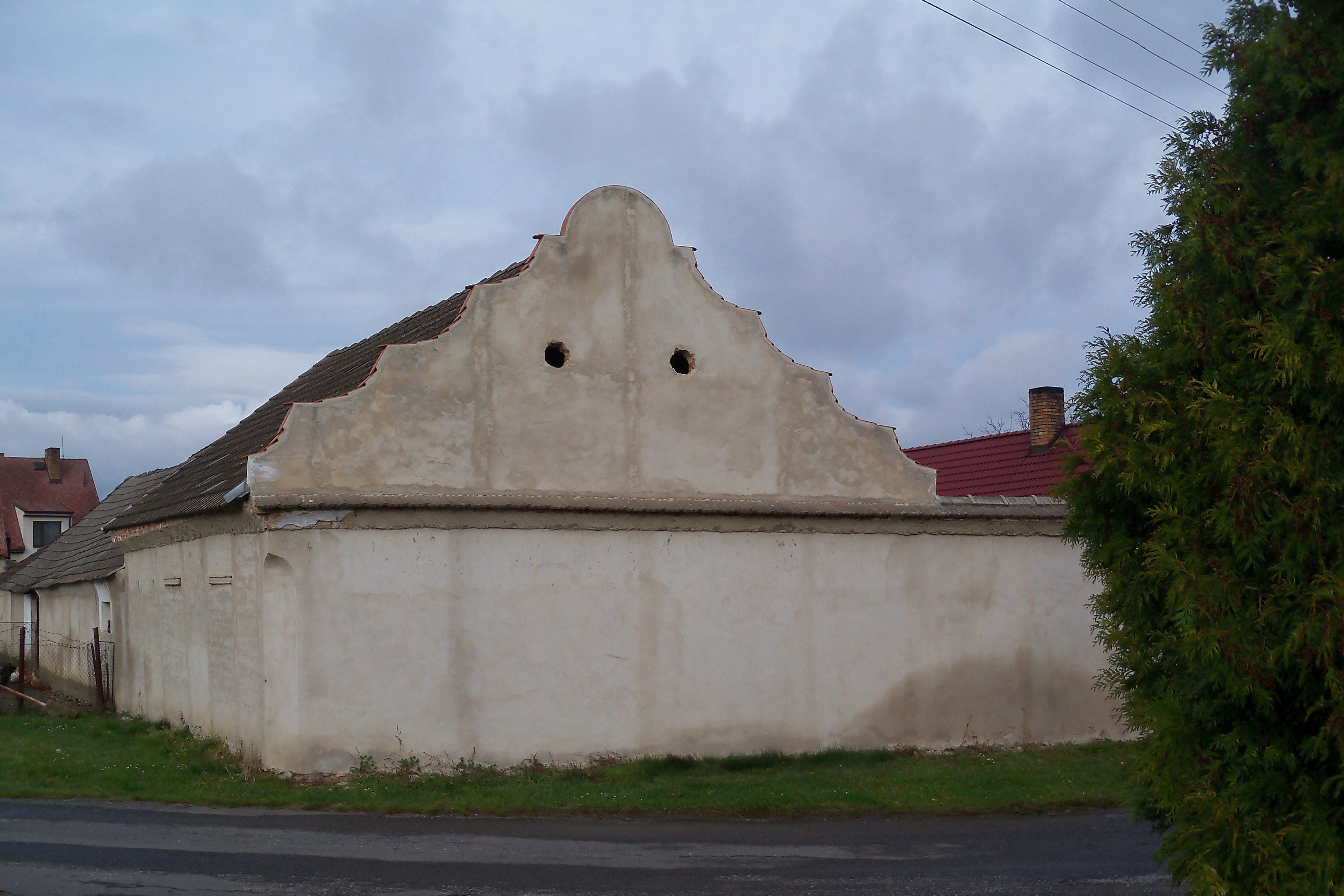
Špýchar
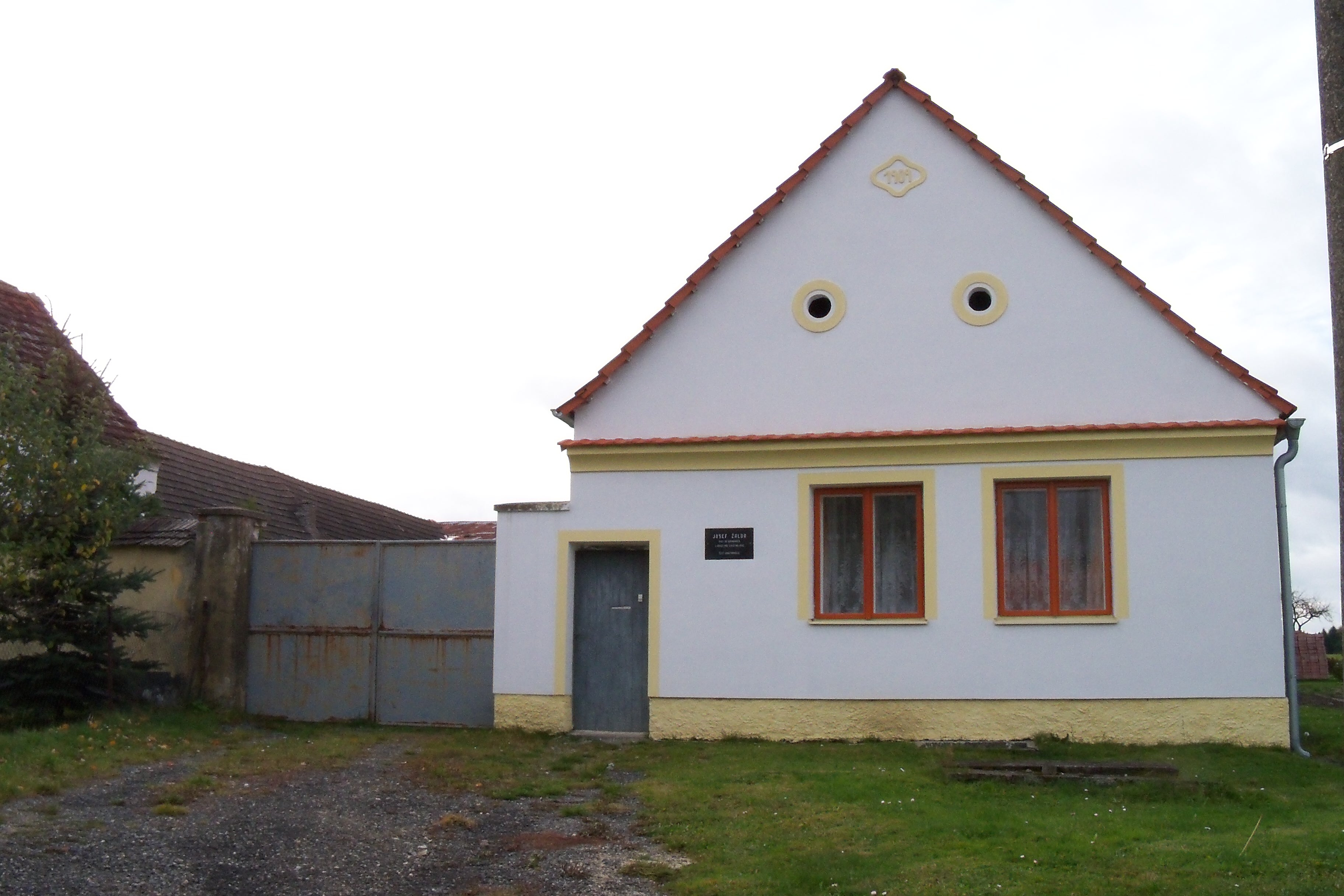
Usedlost čp.1
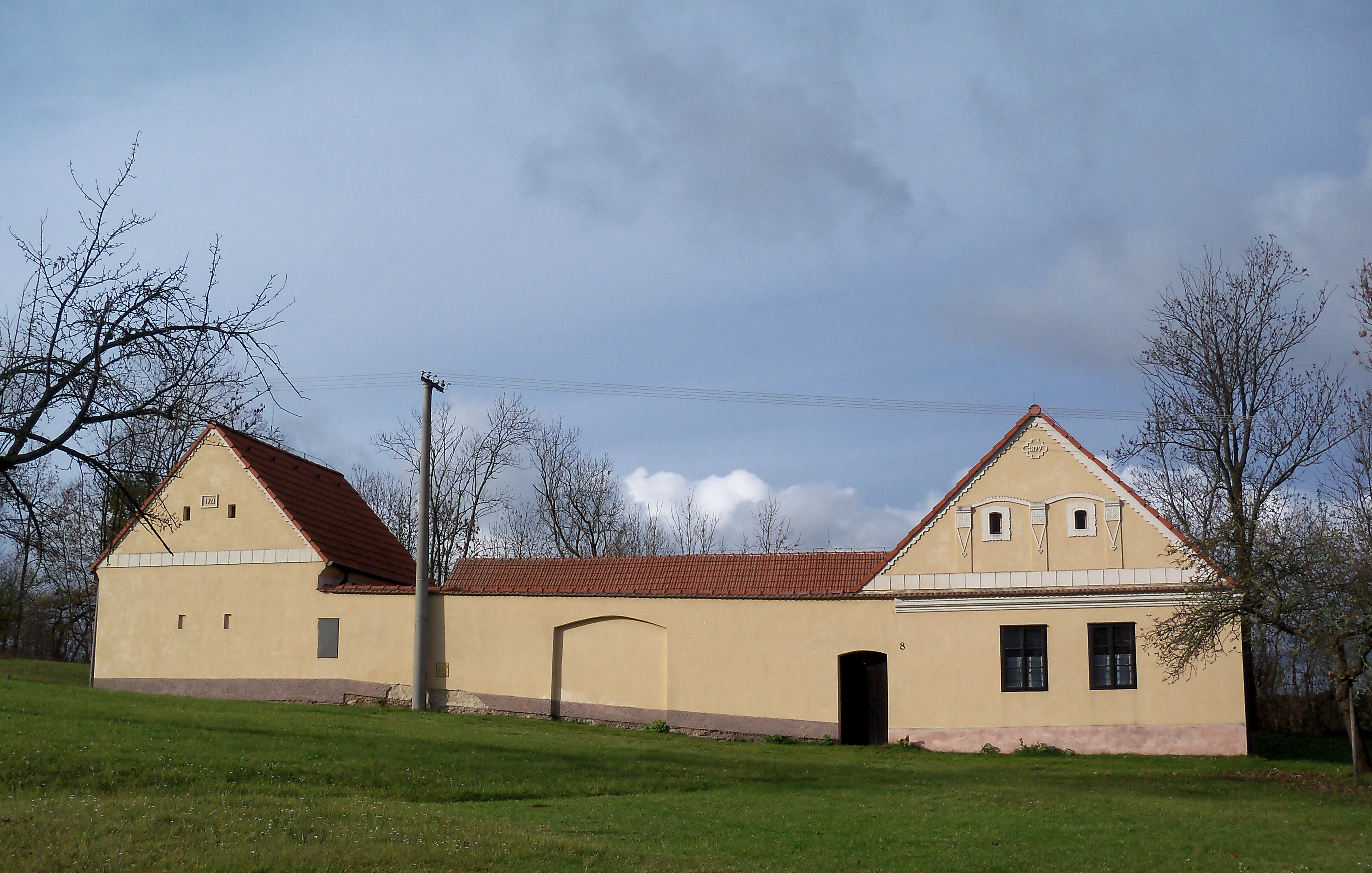
Dům čp. 8